# Sedgefield (Zuid-Afrika)
Sedgefield (Nederlands, verouderd: Ruigtevlei) is een klein stadje in de Zuid-Afrikaanse provincie West-Kaap. Sedgefield behoort tot de gemeente Knysna dat onderdeel van het district Tuinroute is.

## Geboren
- Demi-Leigh Nel-Peters (1995), model